# Jordi Masnou
Jordi Masnou Margarit (Barcelona, España, 20 de febrero de 1971) es un exfutbolista y entrenador español. Jugaba como centrocampista.

## Trayectoria
Se formó en la cantera del Real Club Deportivo Español de Barcelona. Jugó en el Centre d'Esports L'Hospitalet, en aquel momento equipo filial del Español, antes de formar parte de la primera plantilla del equipo barcelonés la temporada 1991-92, cuando jugó 11 partidos en la Primera División de España y marcó un gol.
Posteriormente pasó a jugar en el Centre d'Esports Sabadell Futbol Club de la Segunda División de España. El equipo terminó la temporada descendiendo a la Segunda División B de España. También en Segunda División B jugó en el Levante Unión Deportiva, el Club Deportivo Castellón y el Club Gimnàstic de Tarragona, club con el que ascendió a Segunda A en 2001, aunque bajó la temporada siguiente. Posteriormente jugó en el Badalona y el Burriana, club en el que se retiró.
Posee el título nacional de entrenador. En febrero de 2005 debutó como entrenador en el banquillo del Club Deportivo Burriana, club en el que se retiró como jugador la temporada anterior. Posteriormente coordinó las categorías inferiores del Club Deportivo Onda.

### Actualidad
Es el presidente y responsable de la gestión deportiva del Club de Fútbol Base "Primer toque C.F." de Castellon de la Plana.

## Clubes

### Como jugador
| Club                                  | País   | Año       |
| ------------------------------------- | ------ | --------- |
| Centre d'Esports L'Hospitalet         | España |           |
| Real Club Deportivo Español           | España | 1991-1992 |
| Centre d'Esports Sabadell Futbol Club | España | 1992-1993 |
| Levante Unión Deportiva               | España | 1994-1995 |
| Club Deportivo Castellón              | España | 1995-1998 |
| Club Gimnàstic de Tarragona           | España | 1998-2002 |
| Club de Futbol Badalona               | España | 2002-2003 |
| Club Deportivo Burriana               | España | 2003-2004 |

### Como entrenador
| Club                    | País   | Año  |
| ----------------------- | ------ | ---- |
| Club Deportivo Burriana | España | 2005 |